# Staryï Saltiv
Stary Saltov
Staryï Saltiv (ukrainien : Старий Салтів) ou Stary Saltov (russe : Ста́рый Са́лтов) est une commune urbaine de l'oblast de Kharkiv, en Ukraine. Elle comptait 3 394 habitants en 2021.

## Géographie
La commune se trouve à 45 km de Kharkiv et à 28 km de Vovtchansk sur la rive droite du réservoir de Pétchénègui (rivière Donets) que l'on peut traverser par un pont et une digue. Le village est constitué de deux parties séparées d'un kilomètre avec une forêt de chênes. Le village est traversé par la route T-2104 Kharkiv-Vovtchansk et à deux kilomètres en amont se trouve le village de Molodovaïa.
Le réservoir est bordé de quelques bases touristiques à certains endroits.

## Histoire
Une slobode du nom de Saltov est fondée par les cosaques au début du XVIIIe siècle sur les hauteurs de la rive droite de la rivière Donets. L'église est construite en 1704 et un an plus tard le village compte 670 habitants. En 1786, il en compte environ 3 000. Il fait partie dès cette époque, comme volost et chef-lieu administratif de l'ouïezd de Voltchansk, du futur gouvernement de Kharkov.
Au début du XXe siècle, un dispensaire médical s'y trouve, ainsi qu'un moulin à grains, trois moulins à huile et une tuilerie. Au printemps 1923, le village devient le centre administratif du raïon de Staro-Saltov du gouvernement de Kharkov, devenu en 1932 l'oblast de Kharkov dans la république socialiste soviétique d'Ukraine. En 1932, on y ouvre la station de machines agricoles et de tracteurs de Staro-Saltov qui compte en 1941: 115 tracteurs, 35 semoirs, 25 voitures, 32 moissonneuses-batteuses, 70 tracteurs charrues et autres équipements. Le village se trouve alors uniquement sur la partie basse près de la rivière. On y compte 777 foyers, diverses usines et fabriques, une scierie, etc..
Lorsque éclate la Grande Guerre patriotique, le village est occupé par l'armée allemande à la fin d'octobre 1941. Il est libéré au début du mois d'août 1943. Cependant entretemps, l'Armée rouge libère une première fois le village le 12 mars 1942 et s'en sert de base militaire. Ainsi les soldats soviétiques lancent une attaque le 12 mai 1942 à partir de deux directions contre les Allemands: une de Barvenkovo et l'autre de Saltov (à partir de la rive droite du Donets) afin de se diriger contre Kharkov occupée par la Wehrmacht depuis le 25 octobre 1941. Les soviétiques forment donc le chaudron de Barvenkovo. la zone entre Saltov, Nepokrytaïa et Peremoga devient pendant un mois le théâtre de durs combats. Le 9/10 juin 1942, les Allemands occupent à nouveau Saltov et continuent leur avancée jusqu'aux bords de la rivière Oskol vers Voronej. Il faudra attendre août 1943 pour que Saltov soit libéré. À l'issue de la guerre 386 soldats natifs de la ville sont décorés pour faits d'armes. Il y a alors 792 foyers.
Le raïon de Staro-Saltov est supprimé en 1963 et le village entre dans le raïon de Voltchansk. Un an plus tard, le réservoir de Pétchénègui (surnommé la « mer de Saltov ») est construit. En 1966, Saltov comprend 2 242 habitants; le village dispose d'une petite centrale électrique, une fabrique de beurre, un centre radio, une usine de produits d'articles ménagers, une usine alimentaire, un atelier de réparation, Mejkolkhozstroï, une branche de technologie agricole, dix-neuf magasins, trois cantines, un magasin de thé, un hôpital de 100 lits, deux écoles secondaires, un jardin d'enfants, une crèche, cinq bibliothèques avec un fonds de 64 mille livres, une ferme collective spécialisée dans les légumes et les produits laitiers Saltovsky avec 6 497 hectares de terres (dont 4 190 hectares de terres arables et 121 hectares de vergers), qui comptait 2 100 bovins, 1 320 porcs, 66 tracteurs, 14 moissonneuses-batteuses et 33 automobiles.